# Baños de Valdearados
Baños de Valdearados és un municipi de la província de Burgos a la comunitat autònoma de Castella i Lleó. Forma part de la comarca de Ribera del Duero. Limita amb Quemada, Villanueva de Gumiel i Aranda de Duero, al sud; Tubilla del Lago, Gumiel de Izán, a l'oest; Valdeande i Caleruega, al nord; i Hontoria de Valdearados a l'est.

## Demografia
| Evolució demogràfica del municipi entre 1991 i 2004 | Evolució demogràfica del municipi entre 1991 i 2004 | Evolució demogràfica del municipi entre 1991 i 2004 | Evolució demogràfica del municipi entre 1991 i 2004 |
| --------------------------------------------------- | --------------------------------------------------- | --------------------------------------------------- | --------------------------------------------------- |
| 1991                                                | 1996                                                | 2001                                                | 2004                                                |
| 565                                                 | 512                                                 | 442                                                 | 424                                                 |